# Mycoalvimia
Mycoalvimia es un género de hongos de la familia Tricholomataceae. Es un género monotípico cuya única especie es Mycoalvimia theobromicola. Habita en Brasil.